# Murgula
Murgull en albanais et Murgula en serbe latin (en serbe cyrillique : Мургула) est une localité du Kosovo située dans la commune/municipalité de Podujevë/Podujevo, district de Pristina (Kosovo) ou district de Kosovo (Serbie). Selon le recensement kosovar de 2011, elle compte 135 habitants, dont 134 Albanais.

## Démographie

### Évolution historique de la population dans la localité
| 1948 | 1953 | 1961 | 1971 | 1981 | 1991 | 2011 |
| ---- | ---- | ---- | ---- | ---- | ---- | ---- |
| 410  | 399  | 442  | 512  | 489  | 435  | 135  |

|  |